# ジョバンニ・バッティスタ・ブラチェッリ (画家)
ジョバンニ・バッティスタ・ブラチェッリ（Giovanni Battista Bracelli、1616年から1649年の間の活動が知られている。）は、イタリアの画家、版画家である。板や布で構成した人間の形を表現した素描集 「いろいろな奇妙な人物(Bizzerie di Varie Figure)」などで知られている。

## 概要
フィレンツェで生まれたジョバンニ・バッティスタ・ブラチェッリは、フィレンツェの画家ヤコポ・ダ・エンポリ(Jacopo da Empoli: 1551-1640)の弟子であったとされる。17世紀の美術史家、フィリッポ・バルディヌッチ(Filippo Baldinucci: 1625-1696)によれば、同時代に同名の画家がいて、その画家はジョヴァンニ・バッティスタ・バッジGiovanni Battista Paggiの弟子でジェノヴァで活動し、ジェノヴァのサンタ・マリア・デイ・セルヴィ教会(Chiesa di Santa Maria dei Servi)などで働いた。この画家の生没年は1604年に25歳で亡くなったとされ:419、1579年生まれであった。別の17世紀後半の美術史家、ティコッツィ(Stefano Ticozzi: 1762-1836)は同じ画家の生年を1584年生まれとし20歳になる前に亡くなったとしている:208。
フィレンツェで活動したほうのジョバンニ・バッティスタ・ブラチェッリはヤコポ・ダ・エンポリのもとで働き、1624年にトスカーナのリヴォルノで素描集 「いろいろな奇妙な人物(Bizzerie di Varie Figure)」を出版したことで知られている。円、四角形、鎖、箱などから構成された人体画集で、19世紀キュビスムの絵画と共通するスタイルに興味をもたれている版画家である。1624年にローマで「Figure con instrumenti musicali e boscarecci」という画風が出版され、1632年にナポリで「Alfabeto figurato」が出版されている。
1615年から1620年ころ、有名な彫刻家、画家のミケランジェロ・ブオナローティの甥の息子で宮廷詩人、劇作家となったミケランジェロ・ブオナローティ・イル・ジョーヴァネから依頼を受けて、フィレンツェのギベッリーナ通りのブオナローティ邸(Casa Buonarroti)の展示室にミケランジェロを讃える装飾画を描いた画家の一人ともされている。

## 作品

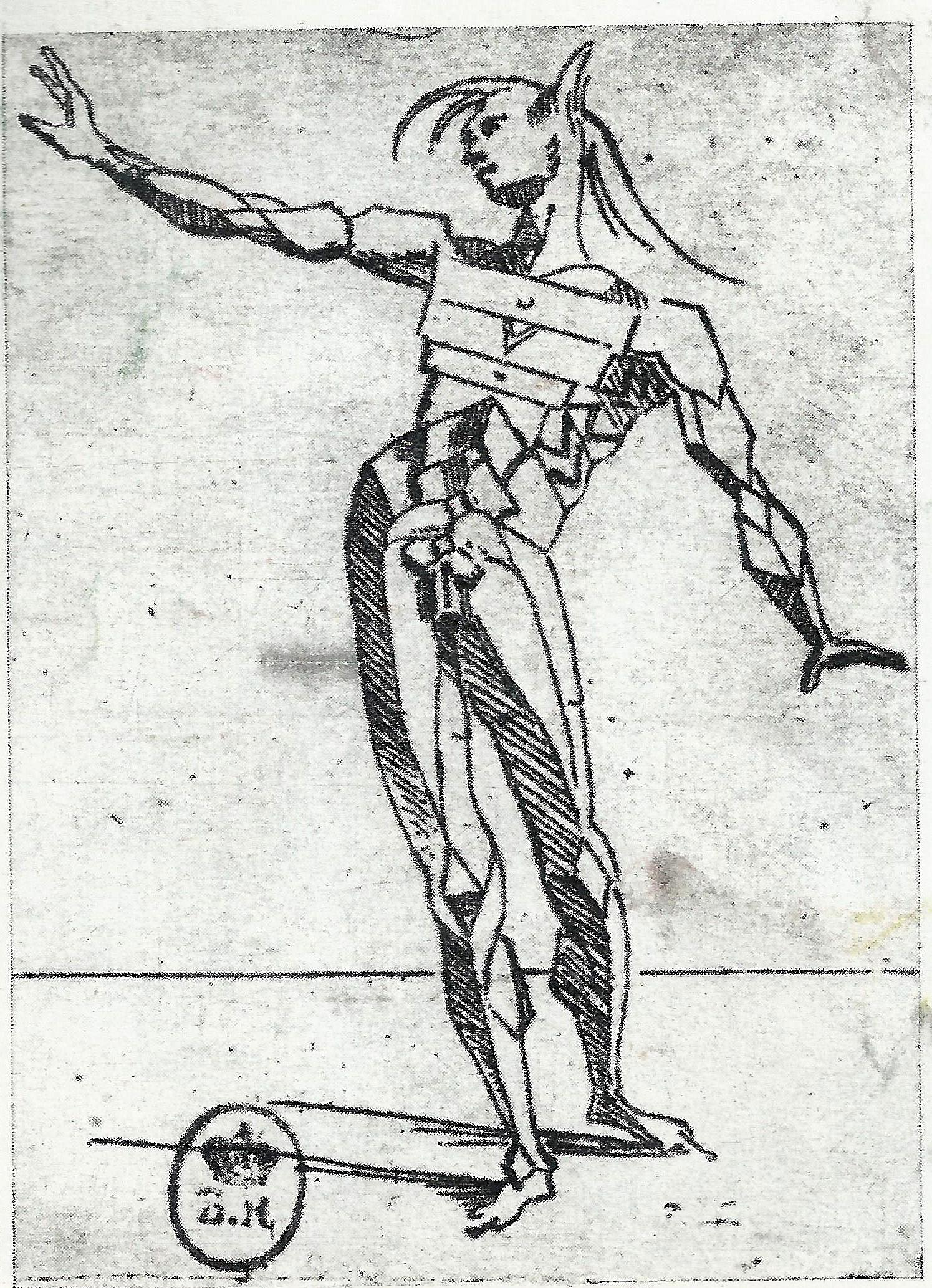
いろいろな奇妙な人物」の中の一点
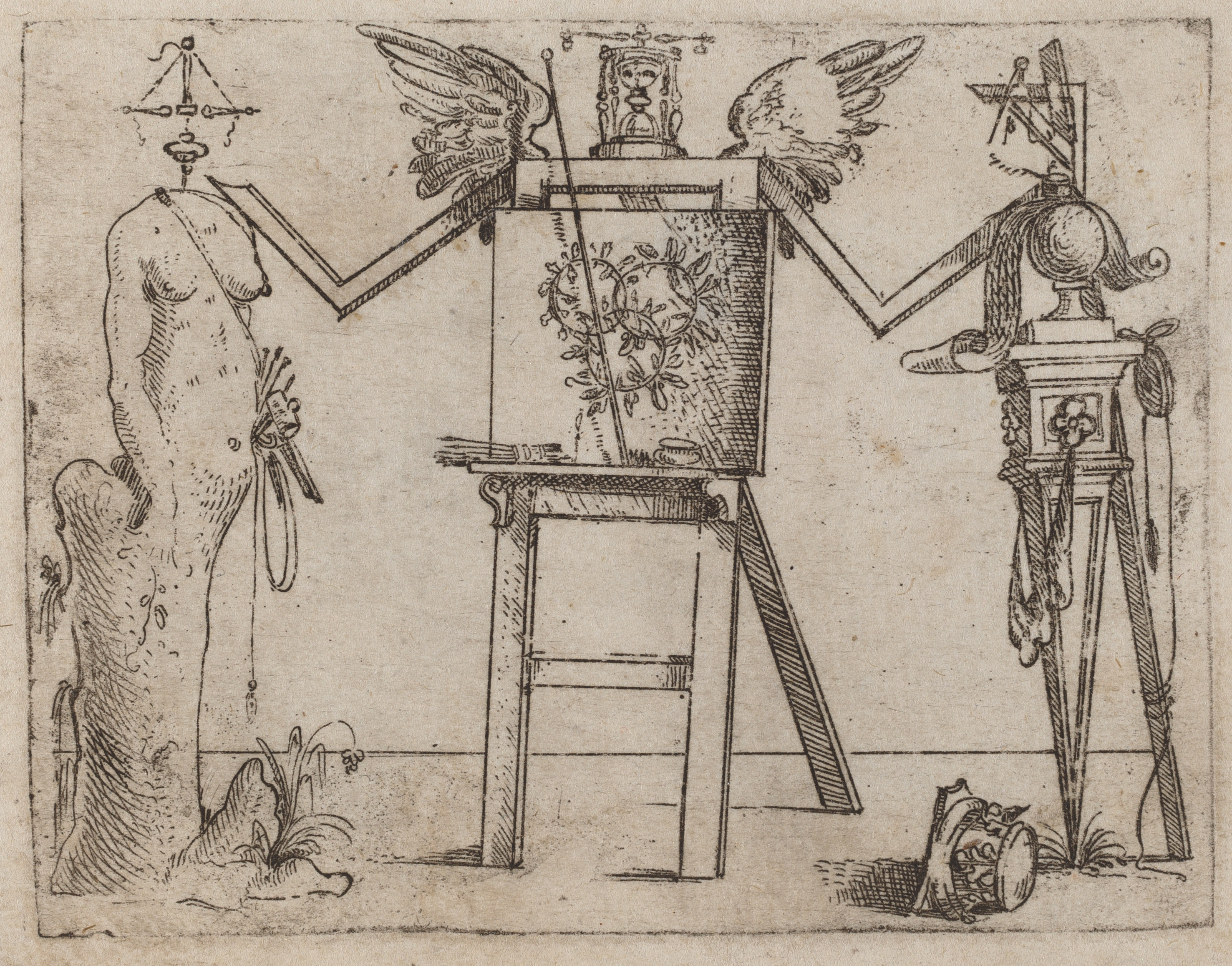
いろいろな奇妙な人物」の中の一点
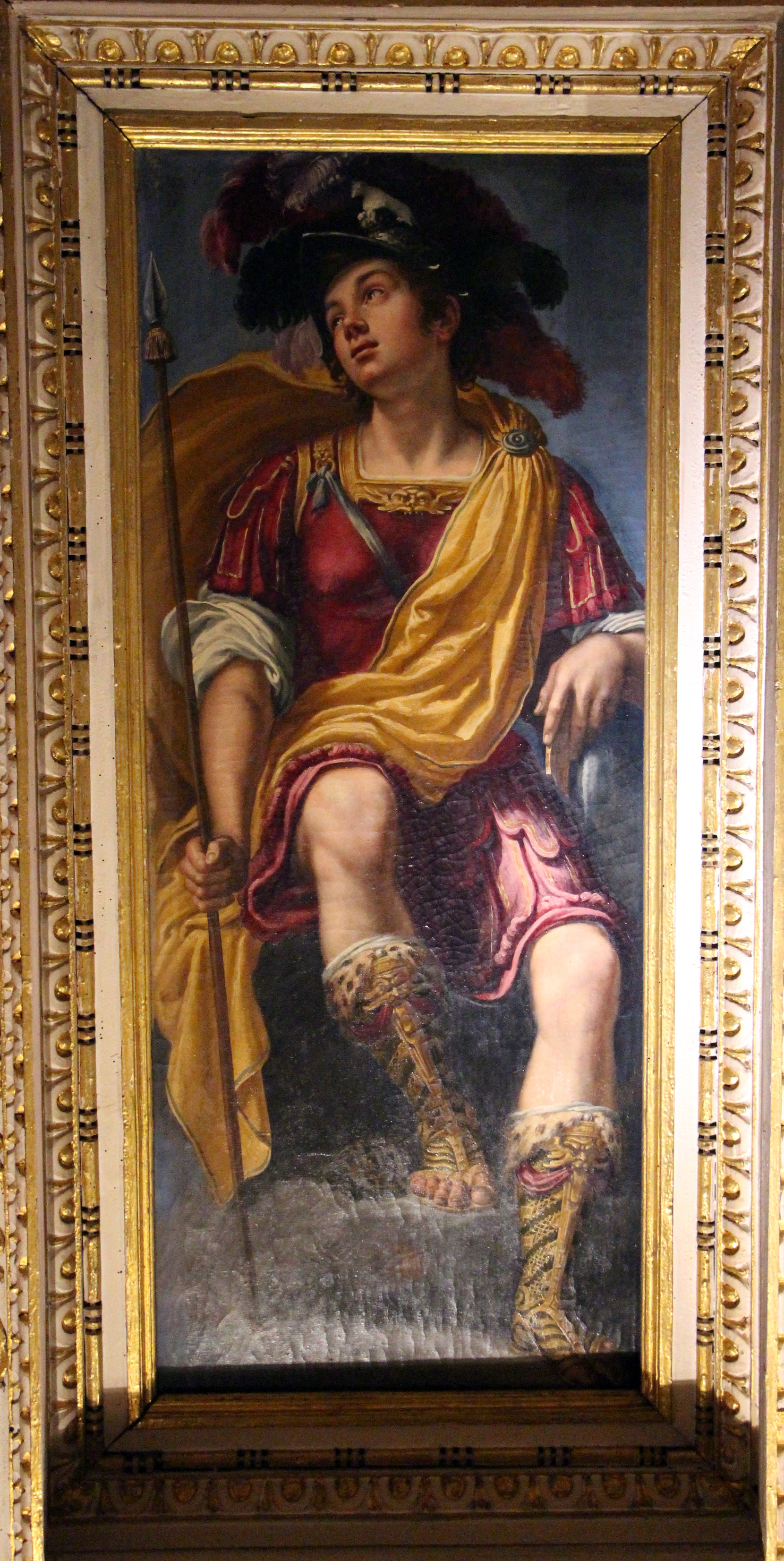
ブオナローティ邸の装飾画

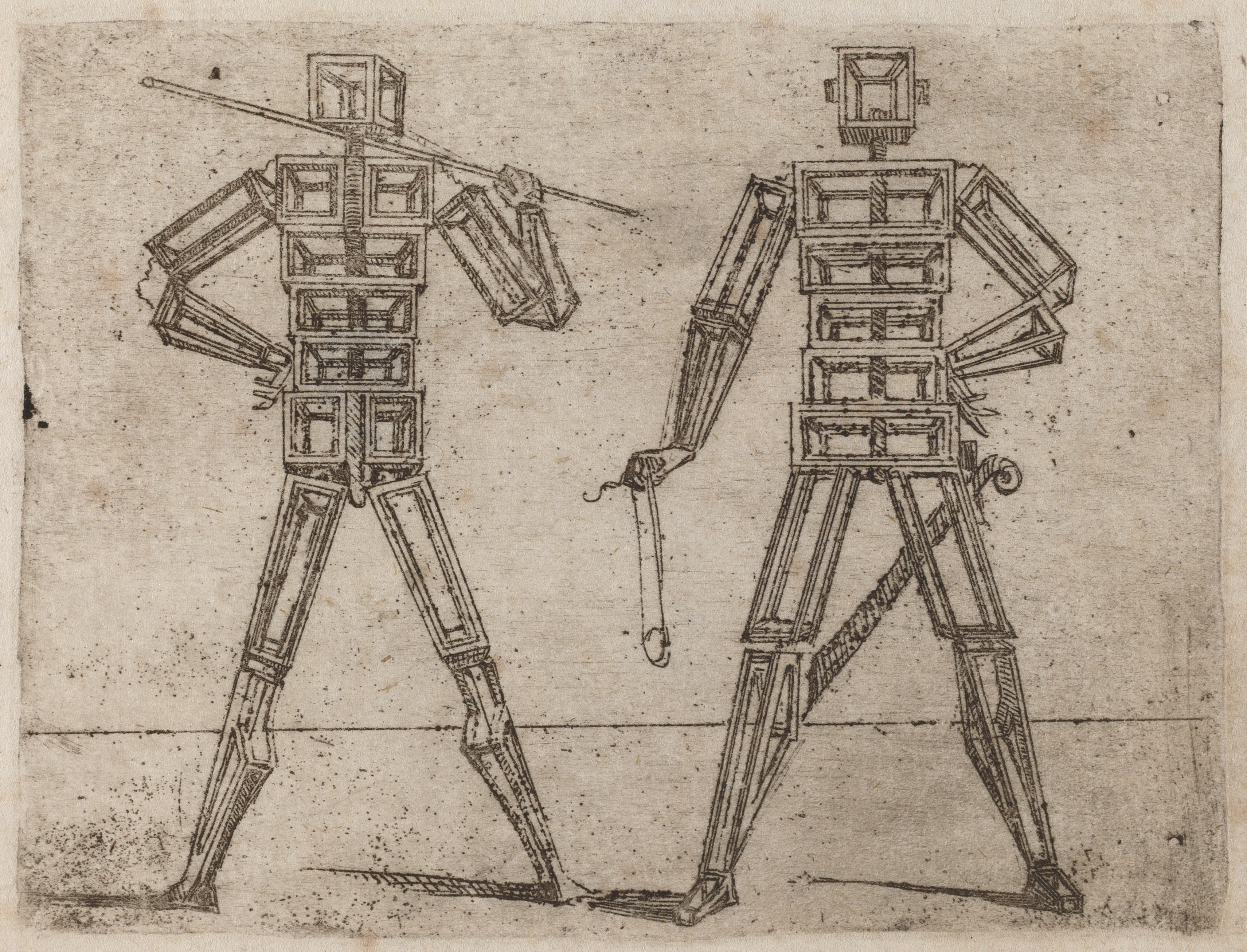
「いろいろな奇妙な人物」の中の一点
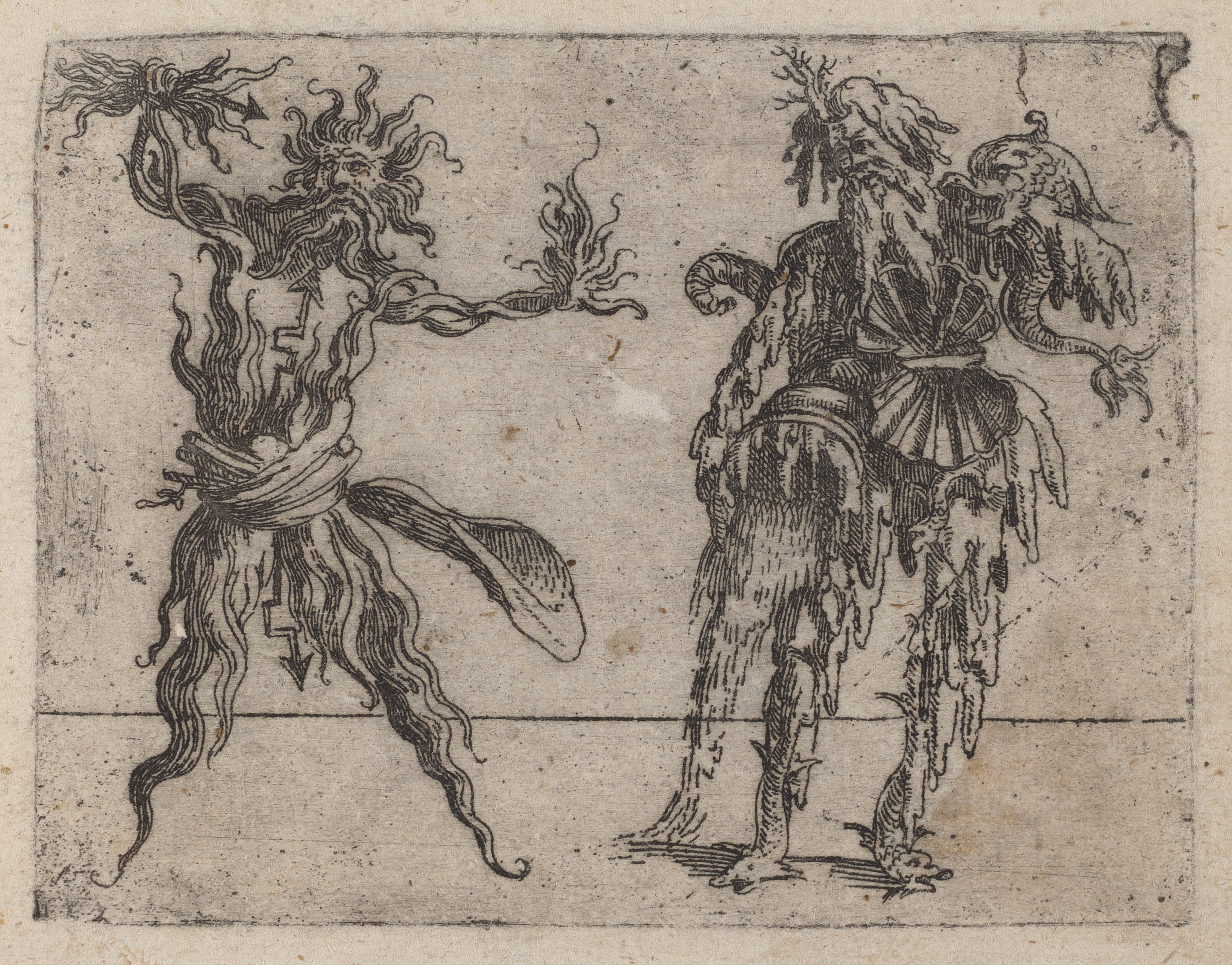
「いろいろな奇妙な人物」の中の一点
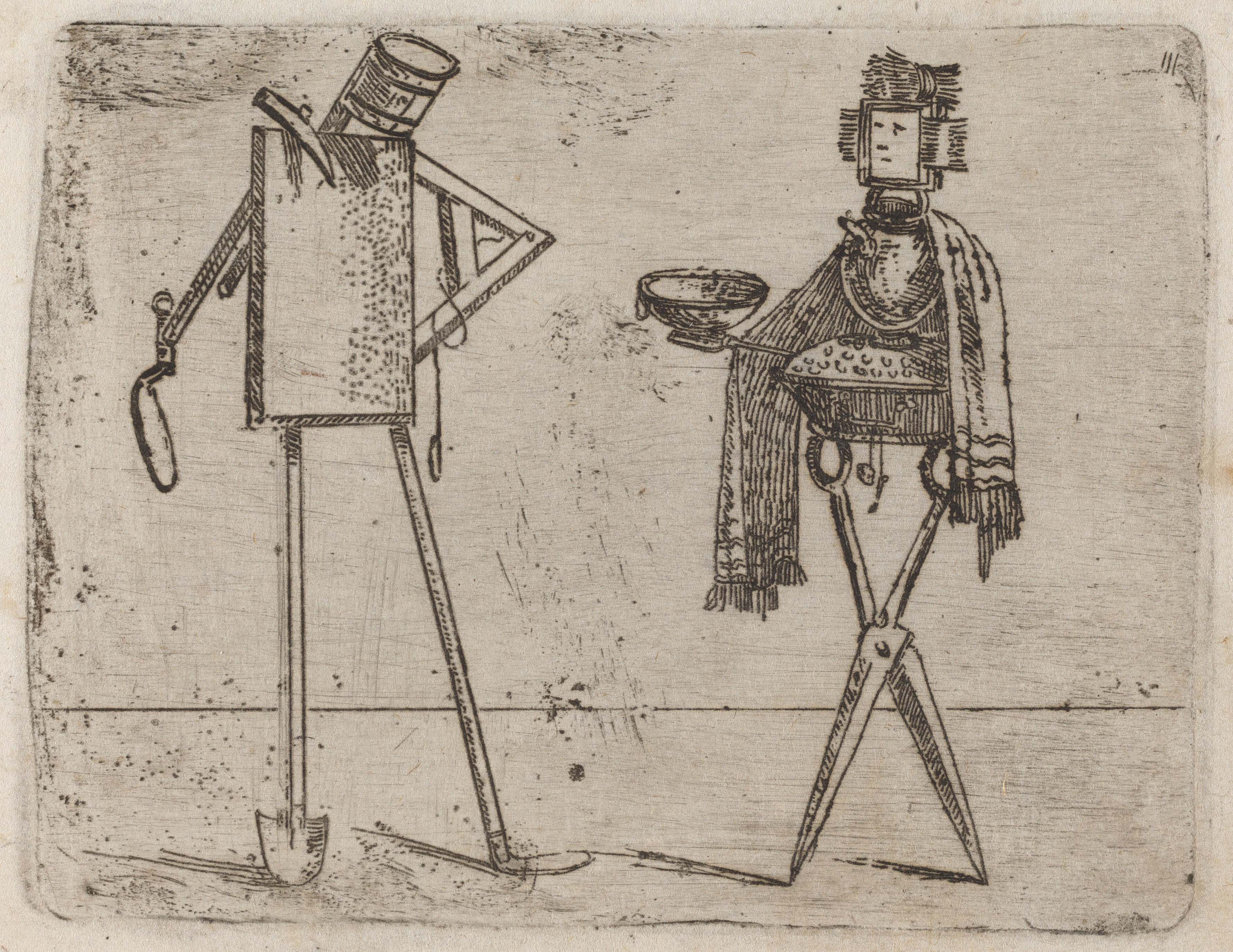
「いろいろな奇妙な人物」の中の一点
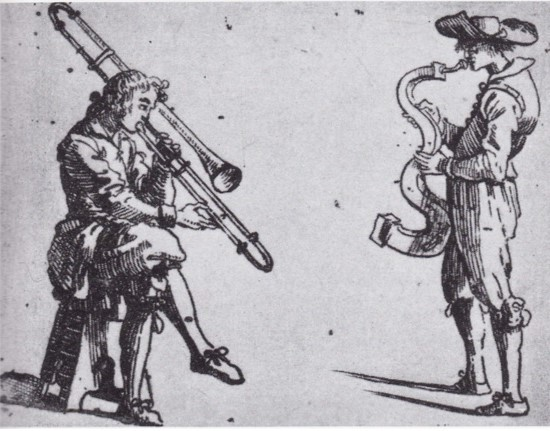
Figure con instrumenti musicali e boscarecci の一点